# Onasemnogene abeparvovec
Onasemnogene abeparvovec, anteriormente conocido como AVXS-101, es un medicamento que se emplea para el tratamiento de la atrofia muscular espinal. Se comercializa por el laboratorio Novartis con el nombre de Zolgensma. Se administra por vía intravenosa, solo está indicado para niños menores de dos años.

## Atrofia muscular espinal
La atrofia muscular espinal (AME) o enfermedad de la neurona motora infantil, es una enfermedad rara de etiología genética que se caracteriza por una mutación en el gen SMN1. Se manifiestan por debilidad muscular progresiva causada por lesiones de las neuronas motoras del asta anterior de la médula espinal y las neuronas motoras inferiores del tallo encefálico. Las personas afectadas presentan debilidad muscular progresiva que les ocasiona dificultad para realizar los movimientos voluntarios y la ventilación pulmonar.

## Aprobación
La Administración de Alimentos y Medicamentos de Estados Unidos (FDA) aprobó el uso de onasemnogene abeparvovec en Estados Unidos, en determinadas condiciones, el 24 de mayo de 2019. Es el segundo medicamento aprobado para el tratamiento de la atrofia muscular espinal; en diciembre de 2016 se autorizó el nusinersen.

## Mecanismo de acción
El medicamento es básicamente una terapia genética que introduce en la célula una copia normal del gen mutado mediante un vector y permite la fabricación de una proteína funcional. El vector para la introducción del gen es un tipo de virus que se conoce como virus adeno-asociado (AAV) que se emplea para transferir un gen al núcleo celular y lograr que se integre en el ADN de la neurona.

## Efectos secundarios
El efecto secundario observado con más frecuencia tras la administración del tratamiento es la elevación de los niveles de enzimas hepáticas en sangre.

## Precio
El elevado precio del medicamento, que en 2019 se aproximaba a los 2 millones de euros, ha levantado una polémica a nivel mundial.